# Beckmerhagen
Beckmerhagen ist als Teil der ehemals selbständigen Gemeinde Frönsberg in Nordrhein-Westfalen seit dem 1. Januar 1975 Ortsteil der Stadt Hemer. Die Siedlung liegt zwischen dem Ihmerter Tal im Westen und dem Stephanopeler Tal im Osten.
Nachbarsiedlungen sind Rottmecke im Westen, Wachmecke im Nordwesten, Frönsberg im Norden, Heppingserbach im Osten und Ebberg im Südwesten. Die Landschaft um Beckmerhagen ist von ackerbaulich genutzten Flächen (Getreide) und Wiesen geprägt.
Auf einer Wiese nördlich der Ortschaft fand bis 2014 jährlich das Wispa-Festival für alternative Kultur statt.